# 1181 en santé et médecine
| Années de la santé et de la médecine : 1178 - 1179 - 1180 - 1181 - 1182 - 1183 - 1184    |
| Décennies de la santé et de la médecine : 1150 - 1160 - 1170 - 1180 - 1190 - 1200 - 1210 |

Cet article présente les faits marquants de l'année 1181 en santé et médecine.

## Fondations
- Avant 1181 : fondation par Hughes du Puiset, prince-évêque de Durham en Angleterre, de l'hôpital de Sherburn (en), établissement destiné à « l'entretien de soixante-cinq pauvres lépreux[1] ».
- 1181-1182 : fondation d'une léproserie de femmes à Lincoln en Angleterre[2].
- 1167-1181 : institution d'une léproserie à Chièvres, en Hainaut, par Ève, dame du lieu[3].

## Événements
- Janvier : Guilhem VIII, seigneur de Montpellier, « accorde à tout homme, quel qu'il soit ou quelle que soit son origine, le droit de tenir école à Montpellier[4] ».
- « Dès 1181, les frères hospitaliers de Saint-Jean de Jérusalem utilisent les services de « quatre médecins savants[5] » ».

## Personnalité
- Vers 1181-1183 : fl. Gislebert, médecin à Foucarmont en Normandie, cité dans une charte de l'abbaye Saint-Michel du Tréport[6].

## Décès
- 1er avril : Romuald II (né vers 1115), archevêque de Salerne, « dont il est notoire qu'il fut médecin[7] ».